# ロバート・コールドウェル・ウッド

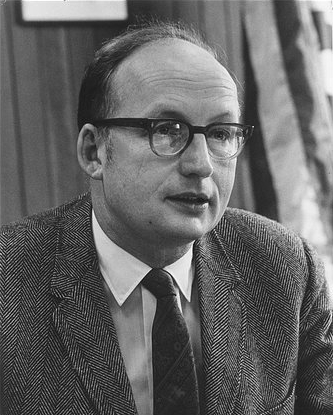
ロバート・コールドウェル・ウッド

ロバート・コールドウェル・ウッド（Robert Coldwell Wood, 1923年9月16日 - 2005年4月1日）は、アメリカ合衆国の政治学者。マサチューセッツ工科大学で政治学の教授を務め、アメリカ合衆国住宅都市開発長官、マサチューセッツ湾交通局局長、マサチューセッツ大学学長を歴任した。

## 生い立ちと初期の経歴
1923年9月16日、ロバート・コールドウェル・ウッドはミズーリ州セントルイスにおいて誕生した。父親はトマス・フランク (Thomas Frank)、母親はメアリー・ブラッドショー (Mary Bradshaw) であった。
ウッドは1941年にプリンストン大学に入学し、奨学生として学んだ。第二次世界大戦中の1943年から1946年までは学業を中断し、アメリカ陸軍に従軍した。第二次世界大戦において、ウッドはバルジの戦いに参加した。ウッドはブロンズスターメダルを授与され、軍曹に昇進した。
ウッドは1946年にプリンストン大学を最優等で卒業した。ウッドはハーバード大学に進学し、1948年に公共政策学の修士号、1949年に行政学の修士号、1951年に行政学の博士号を取得した。またウッドは大学院在籍中の1951年、フロリダ州立法考査局で副局長を務めた。博士号取得後は連邦予算局職員に採用された。ウッドは都市問題の専門家として、1954年まで勤務した。
ウッドは1954年にハーバード大学で行政学の講師となり、1955年に准教授に昇任した。ウッドは1957年にハーバード大学へ移り、政治学の准教授となった。ウッドは1965年に政治学部の学部長となった。ウッドは1966年までハーバード大学で准教授を務めた。

## 住宅都市開発省での活動
1961年、ウッドは経済開発委員会の委員となった。1964年、ウッドはリンドン・ジョンソン大統領による都市問題特別部会で議長となった。ウッドは住宅都市開発省の創設のために働き、また貧困地域に対する連邦資源の割当計画を策定した。
1966年に住宅都市開発省が創設されると、ウッドはロバート・ウィーヴァー長官の指名により、住宅都市開発次官に起用された。ウッドは1966年のモデル都市法制定およびその後のモデル都市事業の実施に関与し、都市中心部の物理的・住宅経済的な改善を試みた。また住宅市場における人種問題に対処するため、1968年の公正住宅法制定にも関与した。
1968年12月にウィーヴァー長官が辞任すると、リンドン・ジョンソン大統領は翌1969年1月にウッドを後任長官として休会任命した。ただしジョンソン大統領の任期満了が目前であったため、ウッドが実際に長官職を務めたのは政権末の2週間弱だけであった。

## マサチューセッツでの教職
住宅都市長官退任後、ウッドはマサチューセッツ工科大学に復帰した。ウッドは政治学の教授となり、加えてMIT・ハーバード大学共同都市研究所所長にも就任した。またウッドは1969年から1970年まで、マサチューセッツ湾交通局局長も務めた。ウッドは1970年から1977年までマサチューセッツ大学学長を務めた。ウッドはウースターのマサチューセッツ大学医療センターやボストン校キャンパスの拡張を行った。またウッドは、ボストン校キャンパスの隣にジョン・F・ケネディ図書館を誘致させる主要な役割を担った。
ウッドは1978年から1980年までボストン学区の学区長を務めた。1981年、ウッドはマサチューセッツ大学で教職を退き、研究職に専念することにした。ウッドは1986年にアメリカ人工頭脳学会からウィーナーメダルを贈られた。
2005年4月1日、ウッドはマサチューセッツ州ボストンの自宅において死去した。死因は胃癌であった。

## 著作物
ウッドの主要な書籍として、以下のものが挙げられる。
- Suburbia: Its People and Their Politics (1958)
- Metropolis against itself. (1959)
- 1400 governments; the political economy of the New York metropolitan region. With Vladimir V. Almendinger. (1961)
- The Necessary Majority: Middle America and the Urban Crisis (1972)
- Whatever Possessed the President? Academic Experts and Presidential Policy, 1960-88. (1993)
- Turnabout time : public higher education in the commonwealth. With Richard A. Hogarty and Aundrea E. Kelley. (1995)